# Códice del Terencio Vaticano
El Códice del Terencio Vaticano es un manuscrito iluminado que data de la época carolingia conteniendo seis comedias del dramaturgo latino Terencio. Probablemente este códice reproduce fielmente, a su vez, un antiguo manuscrito hoy desaparecido. Actualmente se conserva en la Biblioteca Apostólica Vaticana (Vat. 3868).

## Historia
El manuscrito contiene un colofón que indica que fue completado por el copista Hrodgarius (fol. 92). El lugar de creación del manuscrito aún está en debate: primero se propuso ver allí una creación de la abadía de Saint-Pierre de Corbie y luego la del scriptorium de la abadía de Corvey y fechada entre 820 y 830. Otra hipótesis prefiere ver allí una obra de la escuela del Palacio de Aquisgrán. Ahora se prefiere este último.
El manuscrito ya estaba presente en Francia a finales del siglo X o principios del siglo XI. Luego se ubica en la biblioteca papal durante el pontificado de Sixto IV, según consta en el inventario de 1475. Fue tomado por las tropas francesas en 1798 durante la República Romana y luego restaurado en 1816.

## Descripción

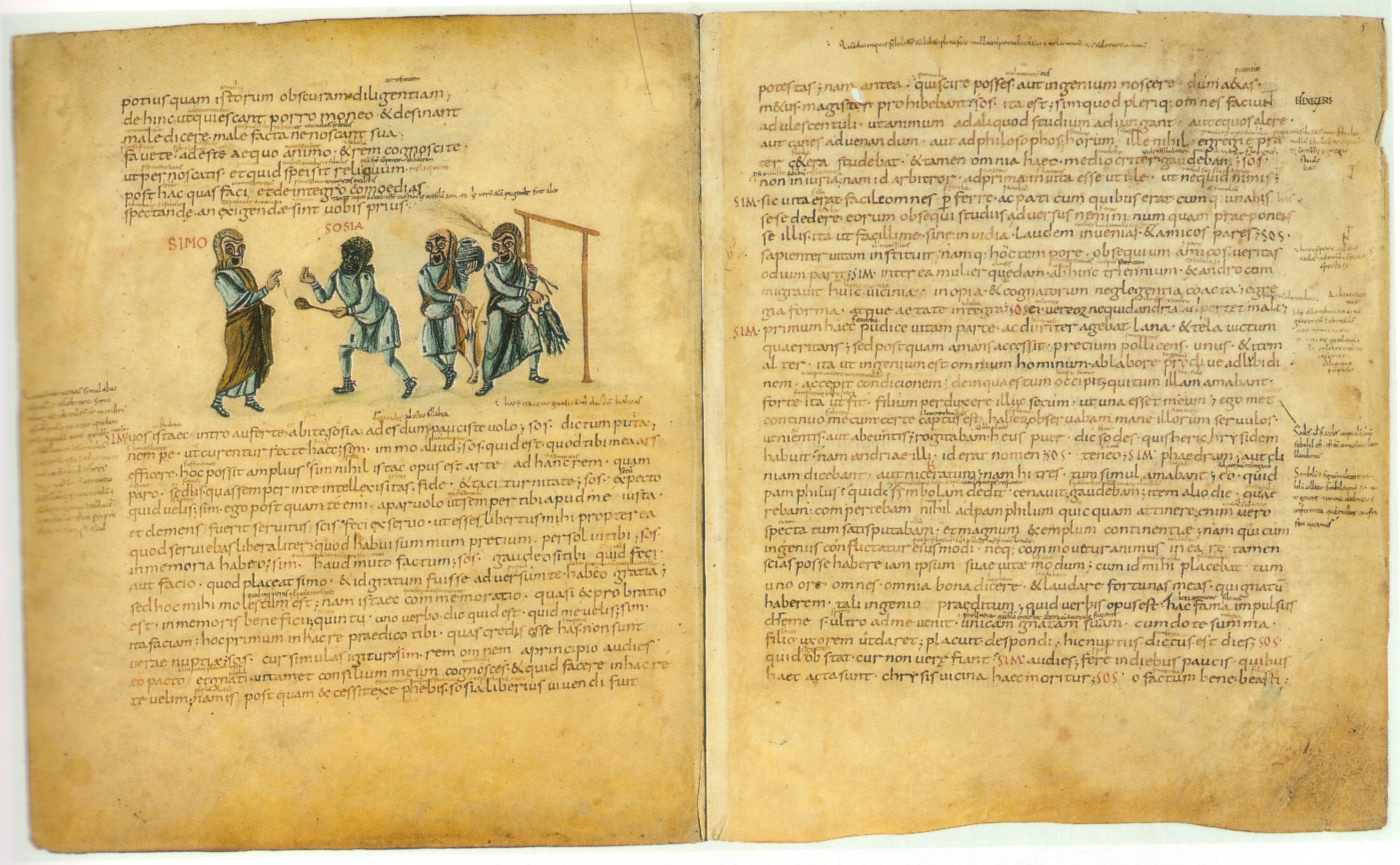
Bifolio de Andria, 4v-5r.

El manuscrito está escrito por una única mano, la del copista Hrodgarius, en escritura minúscula carolina, con títulos, argumentos y nombres de personajes en rústicas mayúsculas rojas y negras alternativamente. Además del texto de Terencio, hay comentarios interlineales y comentarios en los márgenes. Se trata de comentarios fechados en el siglo IX conocido como Brunsianum y Monacense que se encuentran en otros manuscritos de este. El comentario Brunsianum data del comienzo del reinado de Carlomagno mientras que el comentario Monacense se atribuye a Erico de Auxerre. Se añadieron otros comentarios más tardíos, del siglo XI. Las miniaturas suman unas 150 y se caracterizan por tener diseños sin marco, como en la época de la Antigüedad tardía. Se distinguen tres manos entre los iluminadores pero sólo una ha firmado su obra, Adelrico, en la cornisa del tímpano que remata el edículo que contiene las máscaras de las seis comedias (fol. 3r).
El manuscrito contiene seis partes:
- 3v-18v: Andria
- 18v-34v: Eunuchus
- 34v-50r: Heautontimorumenos
- 50r-64v: Adelphoe
- 64v-76v: Hecyra
- 76v-92r: Phormio

## Una copia de un manuscrito antiguo.
Todos los investigadores coinciden en verlo como una copia fiel de un manuscrito antiguo. El texto y las ilustraciones reproducen un original desaparecido pero fechado en el siglo V. El texto en sí proviene de una recopilación realizada por Caliopio de Constantinopla, a quien se menciona dos veces en el texto (fol. 1v y 92r). Las ilustraciones están tomadas de varios modelos antiguos.
El retrato del frontispicio de Terencio es una Imago clipeata, una imagen en escudo, una especie de retrato en un marco en forma de escudo portado por dos figuras, que todavía se puede ver en algunos sarcófagos antiguos. El tipo de peinado que lleva Terencio remonta este retrato a la primera mitad o incluso al segundo cuarto del siglo III según Dodwell. Este tipo de retrato, muy codificado, se encuentra en otros retratos de autores de este periodo de la Antigüedad tardía. La puesta en escena de este retrato, con dos actores a cada lado, recuerda a un Siparium, telón utilizado en los escenarios (Scaenae frons) de los teatros antiguos.
El tipo de máscara que llevaban los actores de cada lado, en comparación con los restos arqueológicos de la época, también confirma una datación del siglo III. Estas máscaras, la ropa que llevan los actores en el resto del libro, utilizan modelos comunes a los artefactos encontrados especialmente en el norte de África y que datan de este mismo período.

## Otros manuscritos relacionados

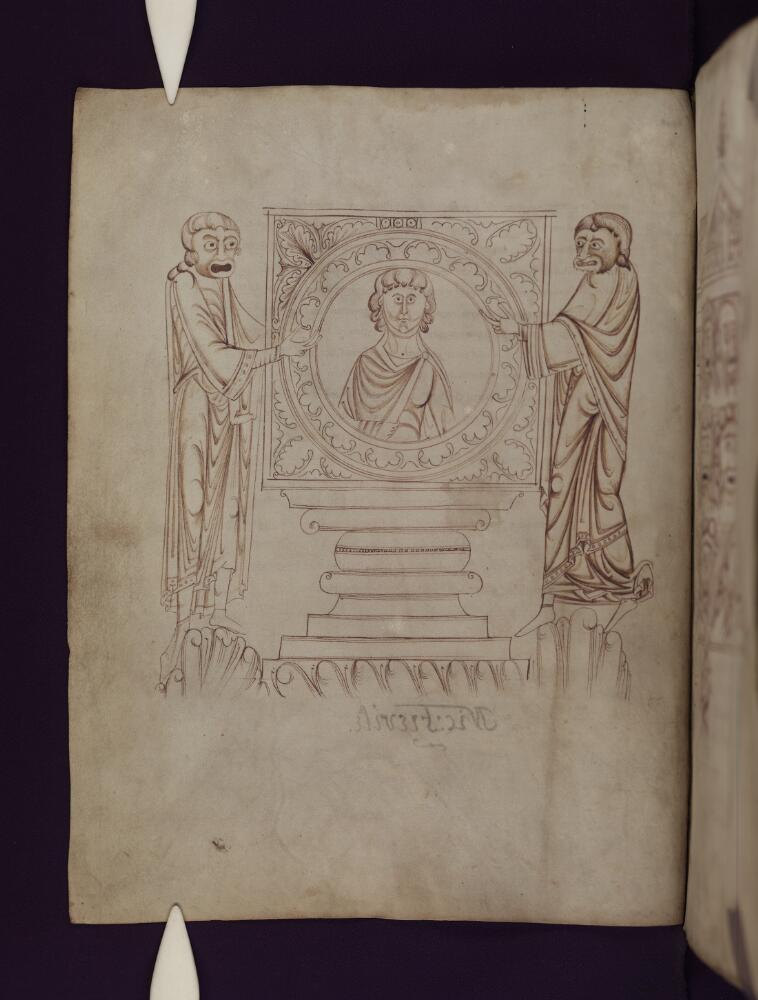
Frontispicio del Terencio de Oxford, fol. 2v.

Varios manuscritos más de este mismo período carolingio, comparables al manuscrito del Vaticano, han sido copiados después de este mismo manuscrito antiguo:
- BNF, Lat.7899: producido a mediados o en la segunda mitad del IX IX siglo en Reims, en un taller vinculado a la catedral o a la abadía de Saint-Remi. Contiene ilustraciones idénticas pero simplemente dibujadas con tinta marrón. Es obra de dos iluminadores de Reims al estilo del salterio de Utrecht.[5][12]
- BNF, Lat.7900: procede de la abadía de Corbie y data del segundo tercio del IX IX . siglo . Sus decoraciones quedaron.[13]
- Lyons, Sra.788: fragmento de un manuscrito que contiene únicamente el Heautontimoroumenos (f.91-97), sin ilustración[14]

Otros manuscritos más recientes también se inspiran en él:
- Biblioteca Ambrosiana, Milán, MS. Alto 75 pulgadas: Copia francesa del siglo IX o X.
- Biblioteca Apostólica Vaticana, Archivio di San Pietro H.19: copia del Terencio del Vaticano realizada en Corbie en el X X siglo, reproduciendo el frontispicio y parte de las demás miniaturas (parcialmente borradas),[16]
- Biblioteca Bodleian, Oxford, MS Subasta. F. 2. 13,[17] o Terencio de Oxford: datado del siglo XII, posiblemente una copia de la Abadía de San Albano de un manuscrito carolingio, que contiene dibujos lineales, algunos de los cuales han sido atribuidos a uno de los iluminadores de la Biblia de Winchester.